# Jan Dec
Jan Dec (ur. 1948) – polski profesor nauk fizycznych, specjalista z zakresu fizyki ciała stałego oraz fizyki ferroelektryków.

## Życiorys
Ukończył fizykę na Wyższej Szkole Pedagogicznej im. Powstańców Śląskich w 1971 roku. 1 marca 1980 roku uzyskał stopień doktora nauk fizycznych na Uniwersytecie Śląskim w Katowicach. W 1991 roku habilitował się w Akademii Górniczo-Hutniczej im. Stanisława Staszica w Krakowie na podstawie pracy Orientacja i kinetyka granic fazowych w monokryształach PbTiO3, NaNbO3 i PbZrO3. 2 czerwca 2000 roku uzyskał tytuł profesora nauk fizycznych, jest profesorem nadzwyczajnym na Uniwersytecie Śląskim w Katowicach.

## Publikacje
Napisał pracę Orientacja i kinetyka granic fazowych w monokryształach PbTiO3, NaNbO3 i PbZrO3, wydaną w postaci książkowej przez Uniwersytet Śląski w Katowicach w 1990 roku, a także liczne artykuły w czasopismach naukowych, m.in. w „Acta Physica Polonica”.